# Microsema inapicata
Microsema inapicata là một loài bướm đêm trong họ Geometridae.